# عدسة شيئية

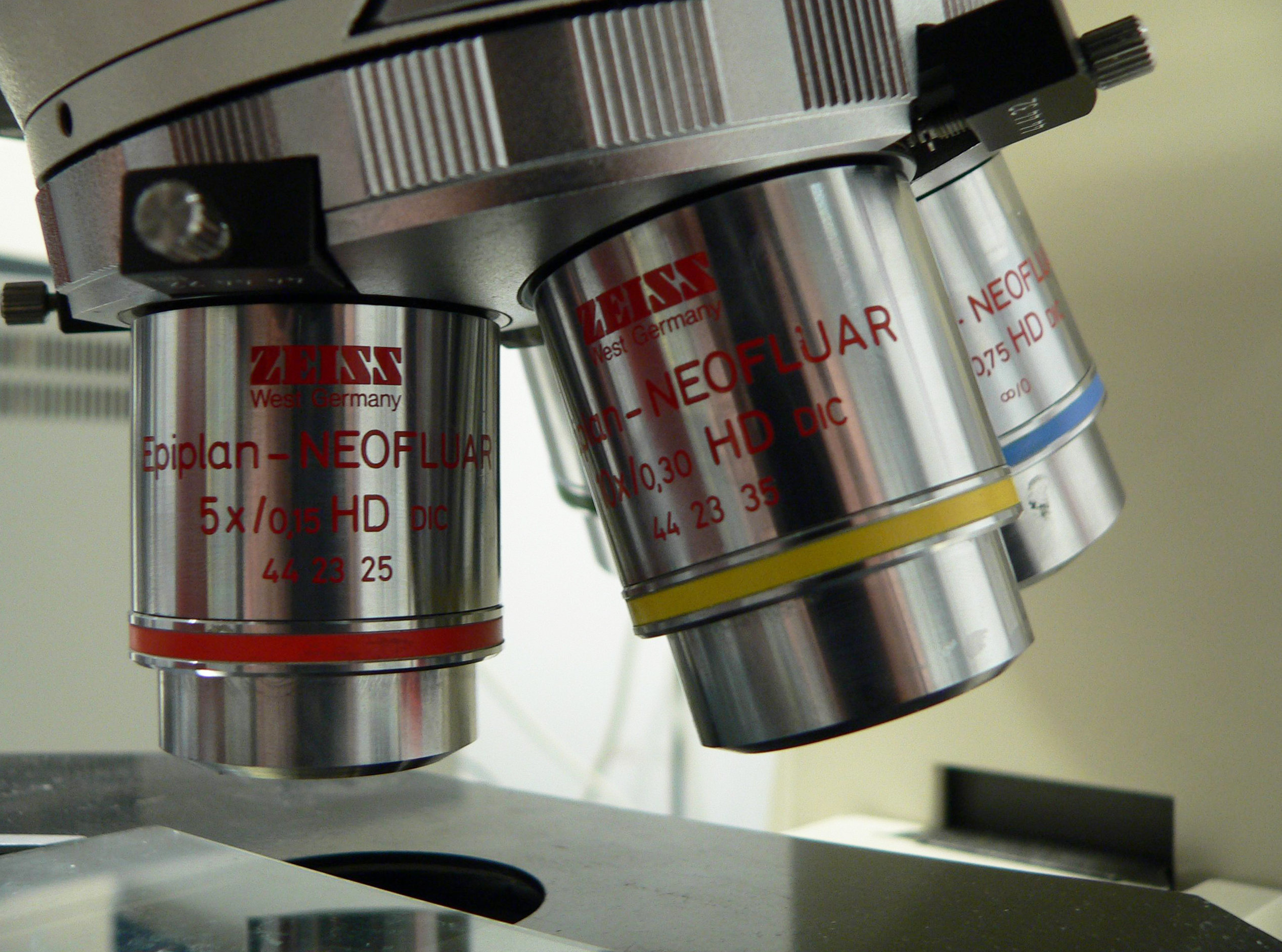
عدة عدسات شيئية في مجهر؛ ويُلاحظ أن مكتوب على كل عدسة قوة تكبيرها. توضع العيّنة على الشريحة الزجاجية الموجودة أسفل منها.

العدسة الشيئية هي التي تقوم بعمل التكبير الأولي لنظام بصري، تستخدم في الميكروسكوبات وتكون هي القريبة من الشيء المراد تكبيرة. وتعرّف النسبة بين حجم الصورة الناتجة من العدسة الشيئية إلى حجم الجسم الحقيقي باسم «التكبير الابتدائي للشيئية».
في الأجهزة البصرية، تعد العدسة الشيئية هي العنصر البصري الذي يجمع الضوء من الكائن الذي يتم مشاهدته ولية، ويركز الأشعة الضوئية لتكوين صورة حقيقية أولية. العدسات الشيئية في مجهر قد تكون أحادية العدسات أو المرايا، أو مزيج من عدة عناصر بصرية. تستخدم العدسات الشيئية في المجهر والمقراب وكاميرات التصوير وآلة عرض الشرائح وأجهزة سي دي والعديد من الأجهزة البصرية الأخرى.

## الاستعمال المجهري

### المجهر المركب
أجزاء المجهر المركب:
- عدسة عينية (1) وهي مثبتة في الطرف العلوي للأسطوانة المعدنية الموجودة في أعلى جزء من المجهر ومن خلال هذه العدسة تنظر العين إلى الداخل لرؤية العيّنة المراد فحصها.
- عدسة شيئية (3) وهي مثبتة على قرص متحرك بالطرف السفلي للأسطوانة المعدنية وتكون قريبة من الشيء المراد تكبيره. المجهر في الصورة مزود بثلاثة عدسات شيئية، يمكن اختيار إحداها؛ العدسة الشيئية تكون قريبة من العيّنة و لذلك سميت بالعدسة الشيئية ؛ ويمكن أن تكون مركبة ويتراوح عدد هذه العدسات الشيئية في المجهر بين 2 - 4 عدسات وتتدرج في قوة تكبيرها.
- ضابطان (4) أحدهما للضبط التقريبي والآخر للضبط الدقيق يمكن تدويرهما لرفع أو خفض العدسات عن العينة المدروسة لتوضيحها بعد اختيار قوة التكبير المطلوبة بأي من العدسات الأربع.
- منضدة (منصة) (6) مسطح مستو ويمكن رفعه أو خفضه أو يكون ثابتا وفي وسطه توجد فتحة وماسكان معدنيان لتثبيت الشريحة الزجاجية التي توضع عليها العيُنة المطلوب تكبيرها.
- مرآة (7) وتوجد في أسفل المنضدة ووظيفتها توجيه الضوء لينفذ من فتحة المنضدة ويسلط على العينة المثبتة على الشريحة. وهناك بعض المجاهر تكون مزودة بمصباح كهربائي بدلا من مرآة.
- المكثف (8) وظيفتة تكثيف و جعل الضوء حزمة واحدة وتسليطة على العينة التي تكون رقيقة، حتى تتخللها الأشعة وتسقط على العدسة الشيئية.

تكون العدسة الشيئية مثبتة على قرص متحرك (2) بالطرف السفلي للأسطوانة المعدنية ؛ حيث أن المجهر يكون مجهزا بعدة عدسات شيئية مختلفة المقاسات، غالبا ما يكون عددها من ثلاث إلى أربع عدسات شيئية مثبتتة على القرص. وتكون العدسة القصيرة منها في الغالب ذات القوة التكبيرية الصغرى (4 X) والعدسة الشيئية المتوسطة ذات قوة تكبيرية وسطي (10 X)، والعدسة الشيئية الكبرى ذات القوة التكبيرية العليا (40 x) . ويوجد أيضاً العدسة الزيتية التي تصل قوة تكبيرها إلى 100 مرة ( أو أكبر من ذلك (انظر أسفله).)

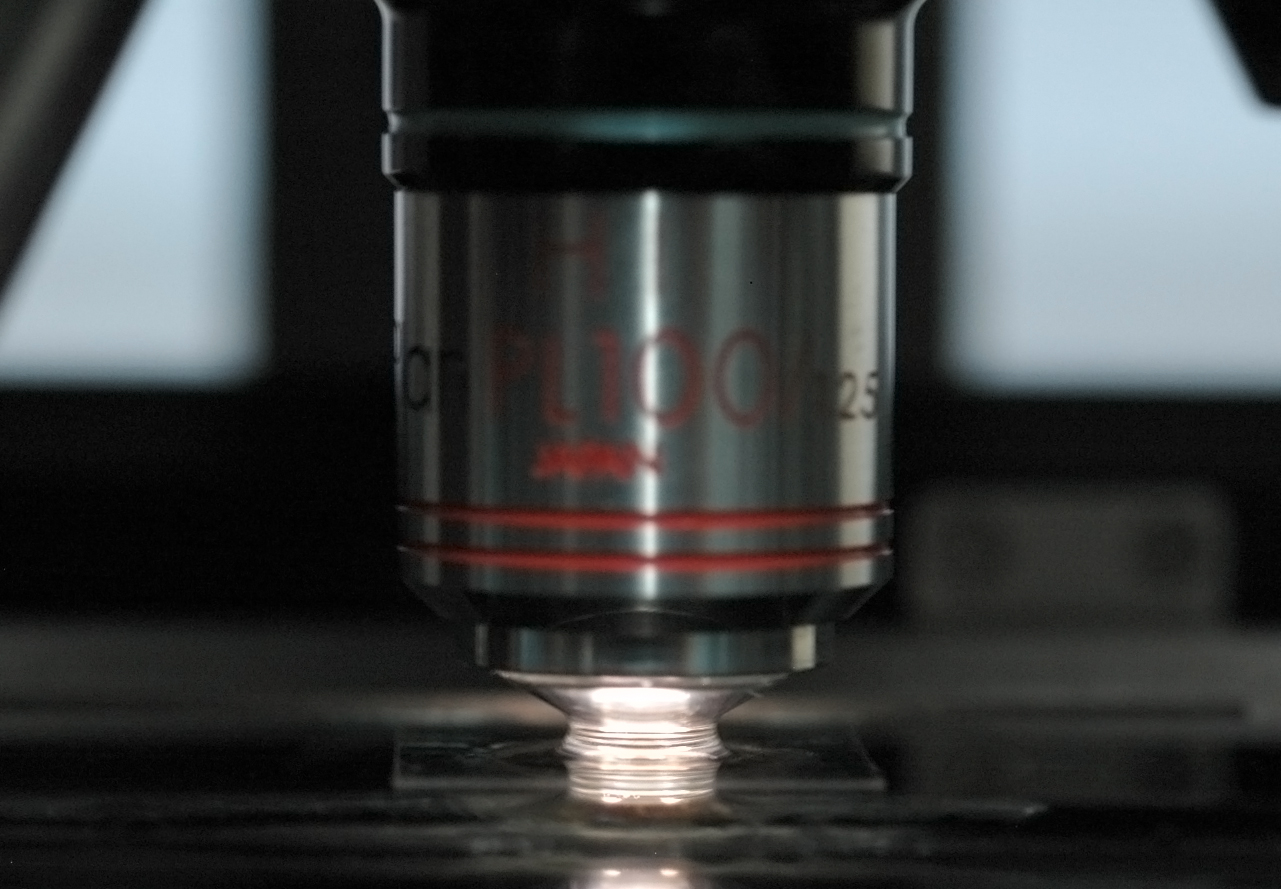
Oil-immersion objective in use

زيت الانغماس بين العدسة الشيئية والعينة يزيد التكبير بنسبة إضافية تعادل 1/n، حيث n معامل انكسار الزيت المستخدم. العدسات الشيئية المجهزة للاستخدام مع الزيت تسمى «عدسة شيئية زيتية انغماسية» (أنظر الصورة).

### الفتحة العددية
هي قياس لحجم مخروط الضوء الذي ينشأ عند المرور من العدسة الشيئية، والذي يمكن حسابه من المعادلة التالية.
{\displaystyle \mathbf {NA} ={n}.sin\mathbf {AA/2} }
حيث n هي معامل انكسار الوسط بين العدسة الشيئية والشريحة التي يتم فحصها، وAA هي الفتحة الزاوية.
وعموما كلما زاد البعد البؤري للشيئية، كلما قلت قوتها على التكبير، وصغرت فتحتها الزاوية. وتظهر أهمية المعادلة السابقة عند استعمال شيئية مغمورة في الزيت: ففي الحالات التي تتطلب الحصول على قوة تكبير عالية جدا، فإنه يمكن زيادة قوة تحليل العدسة الشيئية بإحلال طبقة رقيقة من سائل (أنواع مختلفة من الزيوت ) محل الهواء في الفراغ الموجود بين الجسم الذي يراد تكبيره وبين الشيئية ؛ وذلك نظرا لأن معامل انكسار السائل الزيتي المستخدم يكون أكبر من معامل انكسار الهواء؛ بالتالي إذا كان تكبير العدسة الشيئية 100 مرة فإن تكبيرها في حالة انغماسها في الزيت تزداد وتكون مساوية (100 مرة. 1/n )
تحتلف الفتحة العددية لعدسات المجهر وتكون بين 10و0 إلى 25و1 ، وهي بالتالي تعادل بعد بؤري بين 40 مليمتر و 2 مليمتر على التوالي.

### مسافة العمل الحر
مسافة العمل للشيئية هي المسافة في الهواء بين طرف العدسة الشيئية السفلي وقمة الشريحة المعدة. العدسة الشيئية ذات القوى العالية يكون لها مسافة عمل حر أقل من 1 ملليمتر، في حين تصل العدسات الشيئية التي لها قوة منخفضة فلها مسافة عمل حر تصل إلى عدة سنتيمترات ؛ ولذلك يجب الاحتراس عند استعمال العدسات الشيئية عالية القوة من اصطدامها بالقطاع الزجاجي لشريحة المعدة منضدة وتحطيم كل من العدسة وكذلك الشريحة الرقيقة التي تتم مشاهدتها ودراستها.
ولتدارك هذا، يجب عند استعمال العدسات الشيئية عالية القوة ضبط المسافة (مسافة العمل) بواسطة الضابط الدقيق. المسافة بين الحدين الأعلى والأقل للحد البؤري(بالإنجليزية: Sharp focus) تسمى عمق المجال (بالإنجليزية: depth of field). العدسات ذات التكبير المنخفض والفتحة العددية المنخفضة يكون لها عمق مجال كبير، وتلك التي لها تكبير عال وفتحة عددية عالية يكون لها عمق مجال منخفض.
طول أنبوبة المجهر المصممة لهذا عادة ما تكون بطول 160 مم، وسمك غطاء الشريحة الزجاجية الذي يعطي أكبر قوة بصرية عادة ما يكون 0.17 مم. وللعدسات الشيئية أنواع متعددة لكل منها استعمالاته الخاصة، وتركب العدسات الشيئية في أنبوبة المجهر بطرق مختلفة.

## الاستعمال في المقراب

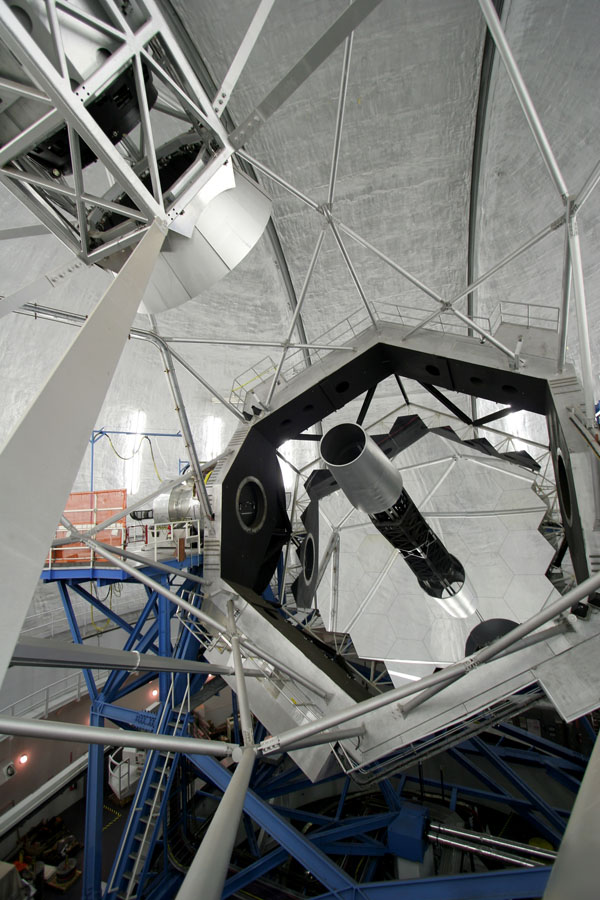
مرآة سداسية تستعمل في تلسكوب مرصد كيك 2 في هاواي.

يعمل المقراب الفلكى على جمع أكبر كمية من الأشعة من الجرم السماوى البعيد وتستخدم في ذلك أما عدسة كبيرة (وتكون هي العدسة الشيئية) أو مرآة مقعرة كبيرة. وتتجمع الأشعة الآتية من الجرم السماوي في بؤرة العدسة أو بؤرة المرآة مكونة صورة حقيقية مصغرة مقلوبة للجسم. يتم تكبير الصورة في العدسة العينية، وتري الصورة المكبرة النهائية فيها بالعين أو يتم تسجيلها على فيلم حساس بكاميرا أو نقلها كهروضوئياً إلى شاشة تليفزيونية. وكثير من تلك المقاريب يحوي مطياف لتحليل الضوء يمكّن من معرفة بُعد النجم عنا، وتصنيفه ومعرفة نوعة وعمره وغير ذلك. وكثيرا ما تتعاون طرق القياس الأرضية للضوء المرئي مع تلسكوبات الفضاء التي تسجل أشعة تحت الحمراء أو أشعة إكس وأشعة غاما القادمة من النجوم وغيرها لإجراء دراسات مستفيضة عن طبيعة الكون.

## في الكاميرات وآلات عرض الشرائح

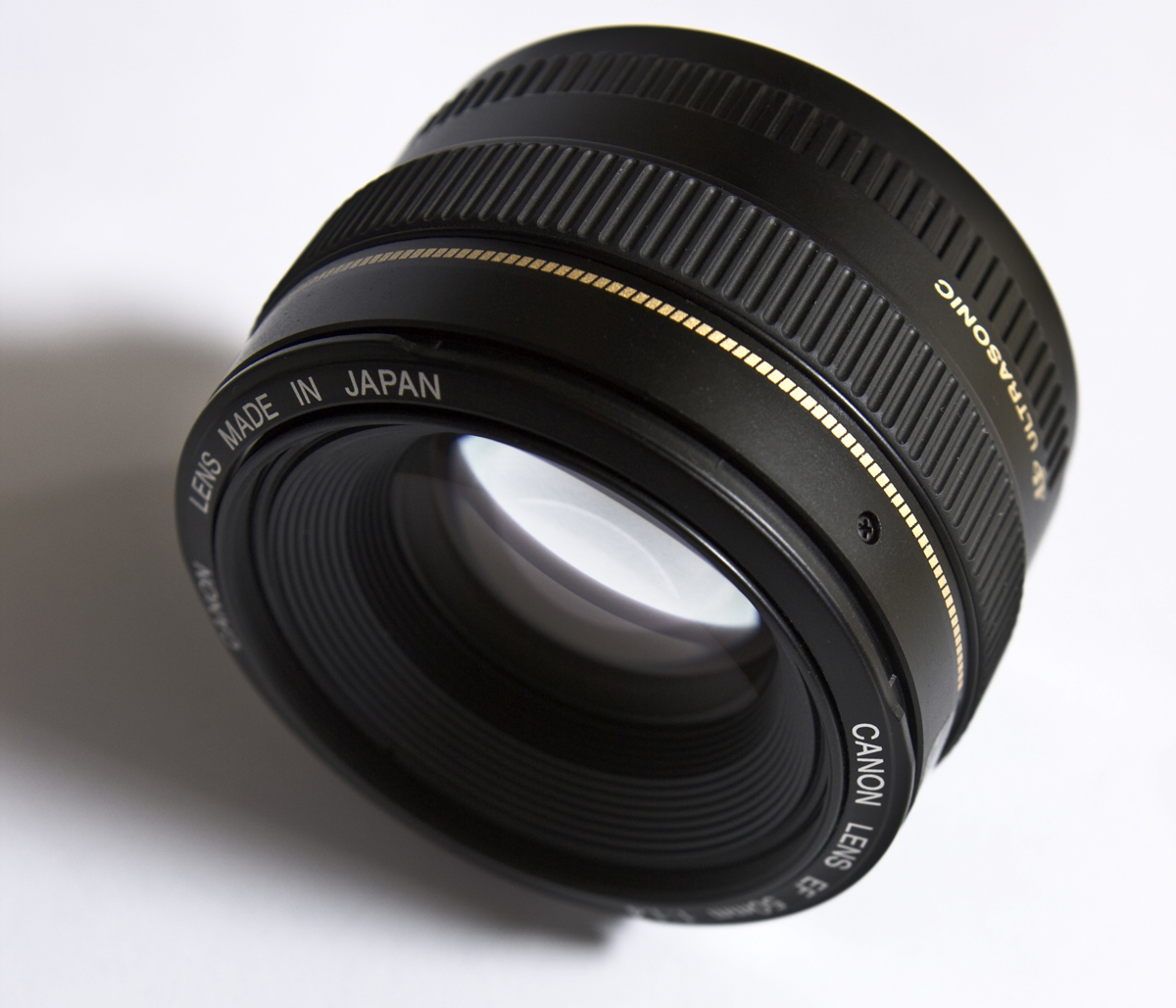
عدسة بؤرية تستخدم في آلات التصوير

العدسات الضوئية (تسمى بـ«شيئية الكاميرا») تكون مصممة لتغطية أكبر مساحة ممكن تغطيتها للشيء أو الحقل المراد تصويره، أو تكون عدسات طويلة البعد البؤري أو غير ذلك، ويوجد هناك 4 أنواع مختلفة للعدسات المستخدمة في الكاميرات للأبعاد المختلفة.